# Станіще-Мале
Станіще-Мале (пол. Staniszcze Małe, нім. Klein Stanisch) — село в Польщі, у гміні Кольоновське Стшелецького повіту Опольського воєводства.
Населення — 1044 особи (2011).

## Демографія
Демографічна структура станом на 31 березня 2011 року:
|          | Загалом | Допрацездатний вік | Працездатний вік | Постпрацездатний вік |
| -------- | ------- | ------------------ | ---------------- | -------------------- |
| Чоловіки | 497     | 63                 | 355              | 79                   |
| Жінки    | 547     | 60                 | 344              | 143                  |
| Разом    | 1044    | 123                | 699              | 222                  |